# Armoriale dei comuni delle Landes
Questa pagina contiene le armi (stemma e blasonatura) dei comuni delle Landes.
| Stemma | Nome del comune e blasonatura |
| ------ | --- |
|        | Aire-sur-l'Adour Écartelé, au premier et au quatrième d'or au lion d'azur à la queue fourchée, au deuxième et au troisième de gueules au lion de pourpre ; le tout sommé d'un chef d'azur chargé d'une fleur de lys d'or. (inquartato: nel 1º e 4º d'oro, al leone d'azzurro con la coda forcata; nel 2º e 3º di rosso al leone di porpora; il tutto abbassato sotto un capo d'azzurro caricato di un giglio d'oro) |
|        | Biscarrosse d'argent à l'arbre de sinople lié d'or accosté de deux étoiles de gueules (d'argento, all'albero di verde legato d'oro, accostato da due stelle di rosso) |
|        | Campagne De gueules au clocher de l'église du lieu mouvant de la pointe, adextré d'un canard et senestré d'une salamandre contournée regardant vomissant des flammes, le tout d'argent, au chef cousu d'azur chargé d'un léopard accosté de deux fleurs de lys, le tout d'or. (di rosso, al campanile della chiesa locale movente dalla punta, addestrato da un'anatra e sinistrato da una salamandra rivoltata e fissante, vomitante fiamme, il tutto d'argento, al capo cucito d'azzurro, caricato da un leopardo accostato da due gigli, il tutto d'oro) |
|        | Capbreton D'azur au chevron d'or. (d'azzurro, allo scaglione d'oro) |
|        | Dax D'azur à une tour donjonnée d'argent, ouverte, ajourée et maçonnée de sable, surmontée d'une fleur de lys d'or et soutenue à senestre d'un lion du même, le tout sur une terrasse aussi d'argent sur une rivière ondée du même mouvant de la pointe et chargée des lettres A, C, Q et S capitales de sable. (d'azzurro, alla torre torricellata d'argento, aperta, finestrata e murata di nero, sormontata da un giglio d'oro e sostenuta a sinistra da un leone dello stesso, il tutto su una terrazza pure d'argento su un fiume ondato dello stesso movente dalla punta e caricato dalle lettere A, C, Q e S maiuscole di nero) Motto : regia semper (sempre reale). |
|        | Doazit D'azur à trois tours d'or. (d'azzurro, a tre torri d'oro) |
|        | Dumes Il comune non ha ufficialmente uno stemma. |
|        | Grenade-sur-l'Adour de gueules à la barre cousue d'azur chargée de trois fleurs de lys d'or à plomb, accompagnée, à dextre, d'une gerbe de blé du même et, à senestre, d'un archange contourné aux ailes abaissées d'argent tenant dans ses mains les deux parties d'un anello spezzato dello stesso brisé du même (di rosso, alla sbarra cucita d'azzurro caricata di tre gigli d'oro posti a piombo, accompagnata, a destra, da un covone di grano dello stesso e, a sinistra, da un arcangelo rivoltato con le ali abbassate d'argento tenente nelle mani le due parti di un ) |
|        | Lit-et-Mixe D'azur à la bande du champ abaissée à dextre et haussée à senestre câblée en chef et en pointe d'une tire d'or et chargée de l'inscription LIT et MIXE en lettres aussi d'or, les montants à plomb et les traverses dans le sens de la bande, accompagnée, en chef à dextre, d'un écureuil contourné assis sur la bande, tenant une pomme de pin entre ses pattes, le tout d'or, à senestre, d'un berger landais de carnation regardant vers dextre, habillé d'argent et coiffé d'un béret de sable, sur ses échasses aussi de sable mouvant de la bande, et, en pointe, d'une barque d'or montée par huit hommes de carnation, habillés d'argent et coiffés d'un béret de sable, tenant des rames du même, voguant sur une mer aussi d'azur. (d'azzurro, alla banda del campo abbassata a destra e alzata a sinistra orlata in capo e in punta da una riga d'oro e caricata dalla scritta LIT e MIXE in lettere pure d'oro, con i tratti verticali a piombo e le traverse nel senso della banda, accompagnata, in capo a destra, da uno scoiattolo rivoltato seduto sulla banda, tenente una pigna con le zampe, il tutto d'oro, a sinistra da un pastore delle Lande di carnagione, guardante a destra, vestito d'argento e cimato da un berretto di nero, sui suoi bastoni pure di nero movente dalla banda, e, in punta, da una barca d'oro occupata da otto uomini di carnagione, vestiti d'argento e cimati da un berretto di nero, tenenti dei remi dello stesso, vogante su un mare pure d'azzurro) |
|        | Mimizan D'azur à un clocher-porche d'argent accosté de deux pins d'or fûtés aussi d'argent, le tout posé sur une terrasse isolée du même, au chef cousu de gueules chargé d'un léopard aussi d'or. (d'azzurro, al campanile con porticato d'argento, accostato da due pini d'oro fustati pure d'argento, il tutto posato su una terrazza isolata dello stesso, al capo cucito di rosso, caricato di un leopardo pure d'oro) |
|        | Mont-de-Marsan D'azur à deux clefs affrontées d'argent. (d'azzurro, a due chiavi affrontate d'argento) |
|        | Montaut Fascé d'or et de gueules de six pièces. (fasciato d'oro e di rosso) |
|        | Montfort-en-Chalosse De gueules à un créquier terrassé d'or, accosté de deux mondes d'argent, croisetés d'azur. (di rosso, al vepre terrazzato d'oro, accostato da due mondi d'argento, crocettati d'azzurro) |
|        | Mugron D'azur à un château d'or. (d'azzurro, al castello d'oro) |
|        | Parentis-en-Born De sinople à la croix de Malte d'argent chargée en cœur d'un besant d'or et sommée d'une couronne royale du même, soutenue de trois trangles ondées alésées cousues d'azur, à l'inscription ILLIUS PARENTIS ORA en lettres capitales de sable bordant la pointe de l'écu. (di verde, alla croce di Malta d'argento, caricata in cuore da un bisante d'oro e cimata da una corona reale dello stesso, sostenuta da tre trangle ondate scorciate cucite d'azzurro, con l'iscrizione ILLIUS PARENTIS ORA in lettere maiuscole di nero, che contorna la punta dello scudo) |
|        | Peyrehorade écartelé aux 1 et 4) d'or au lion de gueules, armé et lampassé de sable ; aux 2 et 3) de gueules aux trois léopards d'or armés et lampassés de sable (inquartato: nel 1º e 4º d'oro, al leone di rosso, armato e lampassato di nero; nel 2º e 3º di rosso, a tre leopardi d'oro, armati e lampassati di nero) |
|        | Roquefort Échiqueté d'or et d'azur, au chef aussi d'azur chargé de trois rocs d'échiquier aussi d'or, à la bordure componée de gueules et d'or. (scaccato d'oro e d'azzurro; al capo cucito pure d'azzurro, caricato di tre rocchi di scacchiere pure d'oro; alla bordura composta di rosso e d'oro) |
|        | Saint-Pierre-du-Mont D'azur à la barre de gueules chargée d'une fleur de lys d'or accostée de deux mouchetures d'hermine d'argent, le tout posé à plomb, accompagnée de deux clefs affrontées aussi d'argent, l'une en chef et l'autre en pointe, le tout enfermé dans une filière aussi d'or. (d'azzurro, alla sbarra di rosso, caricata di un giglio d'oro accostato da due moscature d'armellino d'argento, il tutto a piombo, accompagnata da due chiavi affrontate pure d'argento, un in capo e l'altra in punta, il tutto racchiuso in una filiera pure d'oro) |
|        | Saint-Sever Mi-parti : au premier d'azur à trois fleurs de lys d'or, au second de gueules à huit mouchetures d'hermine d'argent en orle. (semipartito: nel 1º d'azzurro, a tre gigli d'oro; nel 2º di rosso, a otto moscature d'armellino d'argento in orlo) |
|        | Sainte-Foy De gueules à une foi alésée d'argent, au chef cousu d'azur chargé de trois étoiles aussi d'argent. (di rosso, alla fede scorciata d'argento, al capo cucito d'azzurro, caricato di tre stelle pure d'argento) |
|        | Soorts-Hossegor D'argent à un écureuil contourné de gueules tenant une noisette du même. (d'argento, allo scoiattolo rivoltato di rosso, tenente una nocciola dello stesso) |
|        | Tartas Écartelé : au premier et au quatrième de sable fretté d'or, au deuxième d'azur à une fleur de lys d'or, au troisième d'azur à une demi-fleur de lys d'or. (inquartato: nel 1º e 4º di nero cancellato d'oro; nel 2º d'azzurro al giglio d'oro; nel 3º d'azzurro, al mezzo giglio d'oro (mancante a destra)) |